# Kayugiyang
Kayugiyang is een bestuurslaag in het regentschap Wonosobo van de provincie Midden-Java, Indonesië. Kayugiyang telt 3595 inwoners (volkstelling 2010).